# Ghiacciaio Ropotamo
Il Ghiacciaio Ropotamo (in lingua bulgara: Ледник Ропотамо, Lednik Ropotamo) è un ghiacciaio antartico situato nella Penisola Burgas dell'Isola Livingston, nelle Isole Shetland Meridionali, in Antartide. È posto a nordest del Ghiacciaio Dobrudzha, a est-sudest del Ghiacciaio Iskar, a sud del Sopot Ice Piedmont e a sudovest del Ghiacciaio Strandzha.
Il ghiacciaio è delimitato a nordovest e a nord da Asen Peak e Delchev Peak. 
Il ghiacciaio si estende per 900 m in direzione nordest-sudovest e per 600 m in direzione nordovest-sudest; fluisce in direzione sudest verso la Yantra Cove, nello Stretto di Bransfield.
La denominazione è stata assegnata in riferimento al fiume Ropotamo della Bulgaria.

## Localizzazione
Il punto centrale del ghiacciaio è posizionato alle coordinate 62°38′55″S 59°55′34″W. Rilevazione topografica bulgara nel corso della spedizione Tangra 2004/05 e mappatura nel 2005 e 2009.

## Mappe
- L.L. Ivanov et al. Antarctica: Livingston Island and Greenwich Island, South Shetland Islands. Scale 1:100000 topographic map. Sofia: Antarctic Place-names Commission of Bulgaria, 2005.
- L.L. Ivanov.  Antarctica: Livingston Island and Greenwich, Robert, Snow and Smith Islands (JPG), su apcbg.org.. Scale 1:120000 topographic map. Troyan: Manfred Wörner Foundation, 2009. ISBN 978-954-92032-6-4